# 22. п. н. е.

## Догађаји
- Кипар је одвојен од царске провинције Сирије и добио је статус сенаторске провинције. Формирана је и сенаторска провинција Нарбонска Галија.
- На Капитолинском брду саграђен је нови храм Јупитера Громовник.
- Почетак Августовог обиласка источних провинција, који је трајао до 19. пне.
- Јудеја – Ирод Велики почиње изградњу морске луке Цезареје Маритимске.